# 安文钦

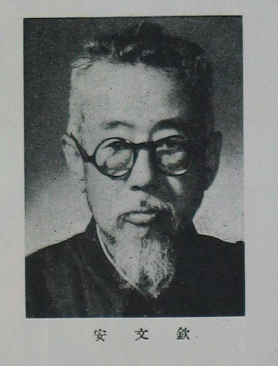
安文欽近照

安文钦（1874年—1962年），陕西绥德人，中华人民共和国政治人物。

## 生平
养父为地主家庭，早年考中秀才，1914年和1920年前往日本学习，写成《东游日记》，回国后主张兴办实业和教育。1925年，支持留法回国人士拆除绥德城隍庙。目睹国内现状后有写成《满腹牢骚记》。西安事变后开始支持中国共产党。
1950年1月陕西省人民政府成立时，被任命为省政府委员。1954年，当选第一届全国人民代表大会代表。
1962年8月23日在绥德家乡逝世，享年87岁。

## 家庭
长孙安致远为俄语翻译、中华人民共和国外交官。